# Bayernpark Feriendorf Grafenau

Logo der Bayernpark Feriendörfer

Das Bayernpark Feriendorf Grafenau ist eines von drei Feriendörfern in Bayern, die ursprünglich für die Familienerholung West-Berliner Familien errichtet wurden.

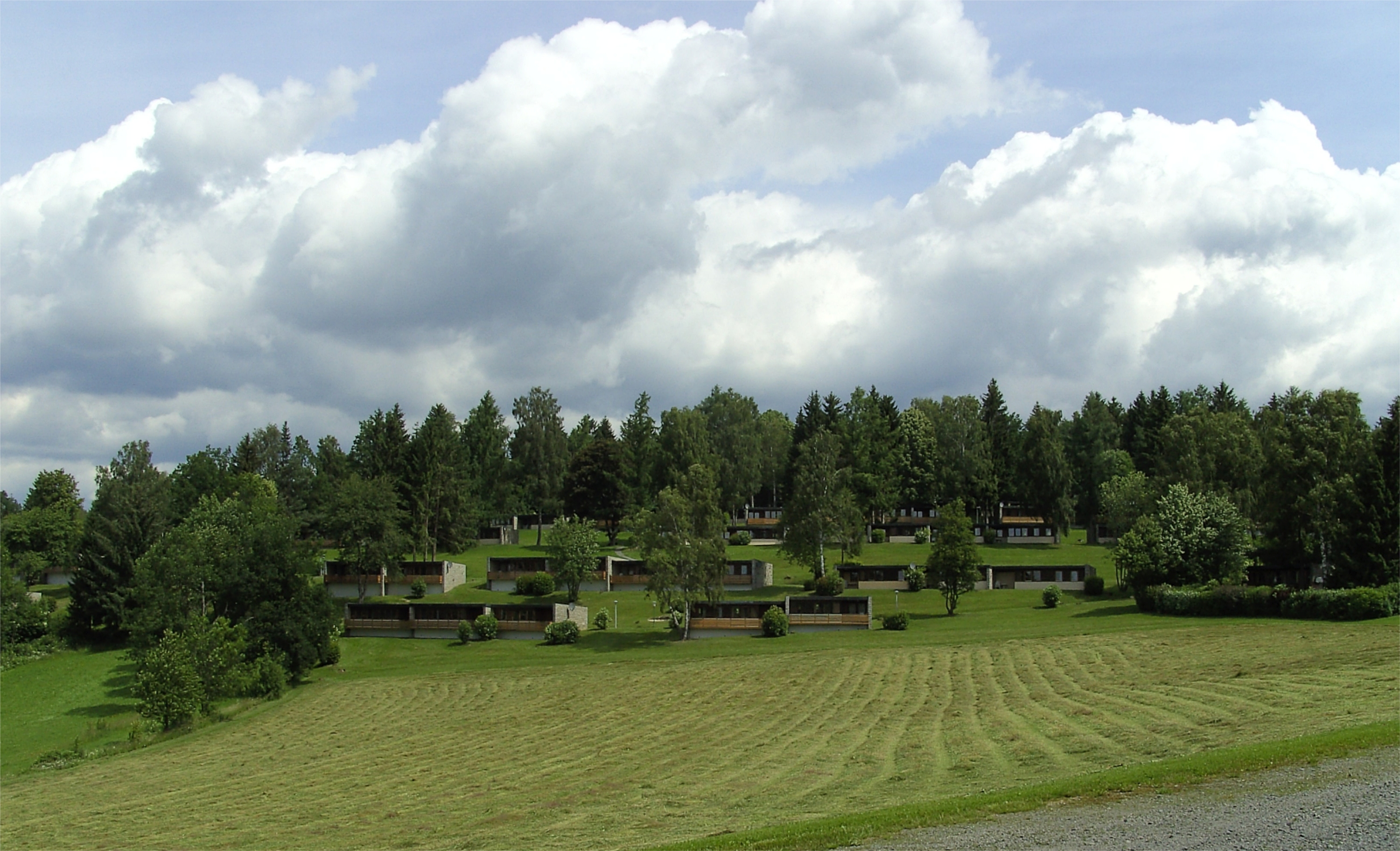
Das Familienferiendorf Grafenau auf dem Schwaimberg

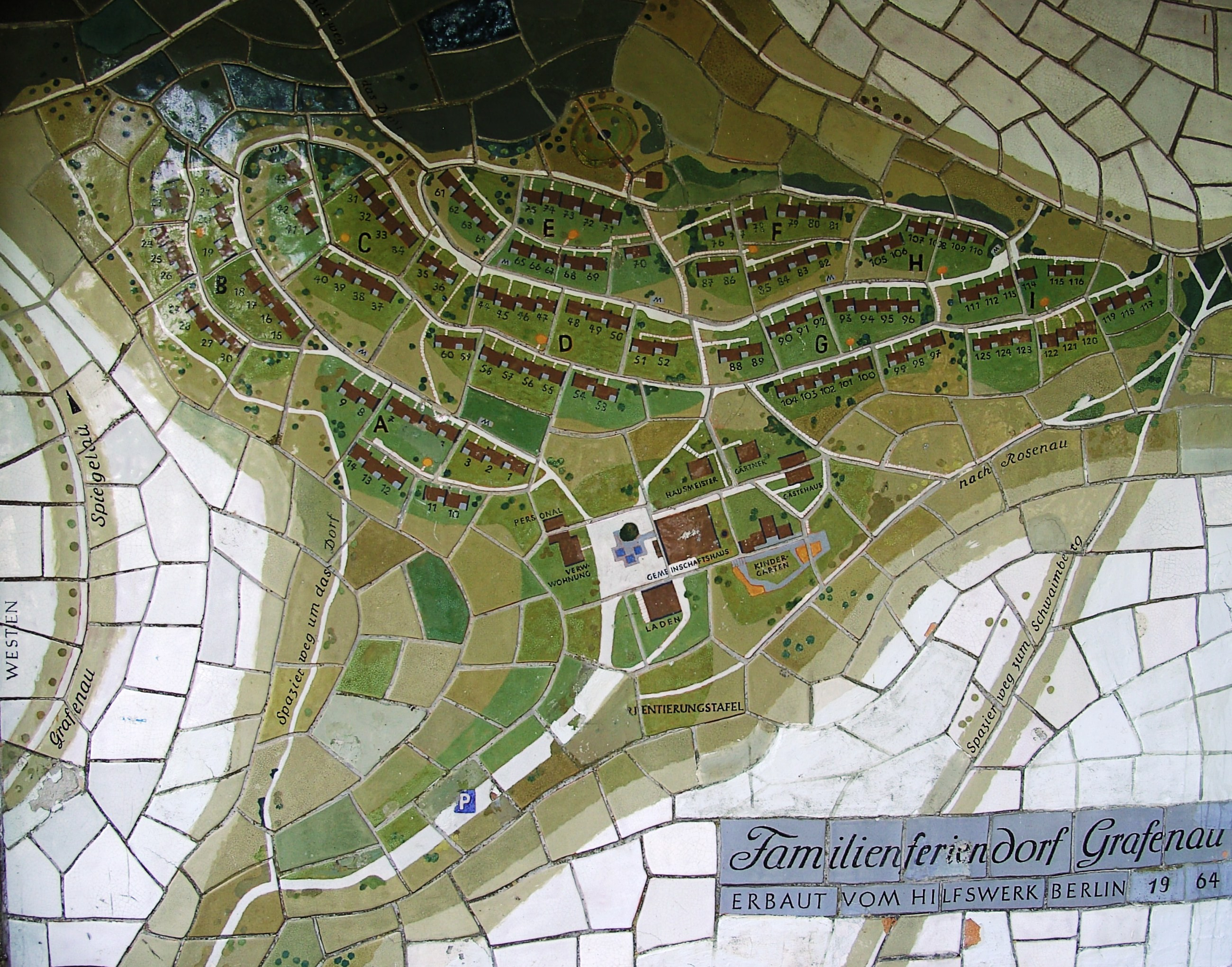
Der öffentlich ausgestellte Lageplan des Familiendorfs Grafenau

## Lage
Das Feriendorf Grafenau wurde 1964 auf dem Schwaimberg in einer Randlage der Stadt Grafenau  im Bayerischen Wald auf einer Fläche von 27 Hektar errichtet.

## Geschichte
Aufgrund der Blockade der Westzonen Berlins (ab dem 24. Juni 1948) gründete der Deutsche Städtetag das Hilfswerk Berlin. Hiermit sollte Berliner Kindern die Möglichkeit gegeben werden, unter dem Motto „Ein Platz an der Sonne“ Erholung im restlichen Bundesgebiet zu finden.
Am Anfang wurden die Kinder zu Gastfamilien und in bestehende Ferienlager geschickt, in den Jahren 1960 bis 1965 baute die Stiftung dann eigene Ferienobjekte. Am 24. Mai 1964 wurde das Feriendorf Grafenau durch die Gattin des damaligen Bundespräsidenten Wilhelmine Lübke eröffnet. Zu dieser Zeit war es angeblich das größte und modernste Feriendorf in Europa. Der Bau kostete inklusive Grundstücksbeschaffung 12 Mio. DM.
Die Bayernpark Feriendörfer zeichneten sich besonders durch ihren Ansatz der ’Familienferien’ aus. Es sollte der gesamten Familie die Möglichkeit gegeben werden gemeinsam Urlaub zu erleben. Die Familien wurden in 125 Bungalows mit 4–7 Betten und 3–4 Räumen untergebracht, diese waren mit einer komplett ausgestatteten Küche ausgerüstet, weitere Haushaltsgegenstände konnten entliehen werden. Das Feriendorf war mit einem Dorfladen, zentralen Waschmaschinen, einer Bibliothek, einem Veranstaltungssaal und Freizeit- und Sporteinrichtungen ausgestattet. Für die Kinderbetreuung wurde ein gestaffeltes Angebot eingerichtet. So gab es eine Krabbelstube (0–3 J.), einen Kindergarten (3–6 J.) ein Kinderprogramm (6–12 J.) und für die Größeren (ab 12 J.) ebenfalls ein gesondertes Angebot. Mehrmals die Woche wurden im Veranstaltungssaal gemeinsame Familienveranstaltungen durchgeführt, bei denen die Kinder und Jugendlichen Darbietungen zeigten, die während des Tagesprogramms einstudiert wurden.
In der ersten Zeit reisten die Feriengäste mit Reisebussen an später reisten sie dann gemeinsam mit Sonderzügen ab Bahnhof Zoo an. Schon die Anreise war für Eltern und besonders für die Kinder Teil des gemeinsamen Urlaubserlebnisses.
In der Mitte der 80er Jahre waren die Urlauberzahlen in den Feriendörfern rückläufig. Gründe hierfür waren, zum einen allgemein sinkende Reisepreise und damit eine relative Verteuerung der Preise in den Feriendörfern und zum anderen blieb der Standard im Feriendorf auf einem einfachen Stand. Das Feriendorf Grafenau wurde in der Folge besser vermarktet und die Häuser modernisiert.
Bis 1998 waren die Familienferiendörfer „Familien mit Kindern aus Berlin(West)“ vorbehalten.

## Die Schwesterdörfer
Neben dem Feriendorf Grafenau wurden durch das Hilfswerk Berlin weitere Feriendörfer unter dem Logo Bayernpark Feriendörfer errichtet. 

Dieses sind:
- Bayernpark Feriendorf Lindenberg (Allgäu), eröffnet 1960 auf dem Nadenberg.
- Bayernpark Feriendorf Eisenärzt (Oberbayern), eröffnet 1965

Erbaut mit jeweils 108 Ferienhäusern.

## Betriebsstruktur
Die drei Feriendörfer wurden durch die Bayernpark Feriendörfer Nadenberg GmbH, mit Sitz in Frankfurt am Main und einem Büro in Berlin betrieben. Im Aufsichtsrat dieser Firma waren die Organisationen AWO, Caritas, DRK, Diakonisches Werk, Stiftung Hilfswerk Berlin, Jüdische Gemeinde Berlin und der Paritätische Wohlfahrtsverband durch Repräsentanten vertreten.

## Entwicklung ab 2007
Ende 2006 wurde das Feriendorf Grafenau von der SARCON Ferienparks GmbH Hamburg übernommen, welche zu 70 % der niederländischen Roompot-Gruppe gehört.
Die touristische Vermarktung erfolgt über die SARCON Ferienparks GmbH Hamburg. Zum Betrieb des Feriendorfes wurde am 5. Dezember 2006 die Bayernpark Grafenau GmbH, Stadtlohn gegründet.
Am 11. Mai 2007 wurde im Bundesanzeiger veröffentlicht, dass die Bayernpark Feriendörfer Nadenberg GmbH aufgelöst ist.
Im Zuge des Eigentümerwechsels wurden einige Neuerungen am Park vorgenommen: So erhielt beispielsweise jeder Bungalow einen fest installierten Fernseher. Eine besondere Neuerung stellte die Eröffnung eines direkt am Park befindlichen Skiliftes dar.
Aufgrund mangelnder Auslastung und zurückgehender Besucherzahlen wurde der Bayernpark im Dezember 2014 geschlossen. Die Bungalows sind Stand 2023 alle abgerissen.